# دیوید هامفریز (دوچرخه‌سوار)
دیوید هامفریز (انگلیسی: David Humphreys؛ زادهٔ ۱۳ دسامبر ۱۹۳۶) دوچرخه‌سوار اهل استرالیا است. وی در بازی‌های المپیک تابستانی ۱۹۶۴ شرکت کرده است.